# Glennes
Glennes korábbi község Franciaországban, Aisne megyében. Lakosainak száma 209 fő (2018. január 1.). Glennes Maizy, Merval, Muscourt, Révillon, Baslieux-lès-Fismes és Romain községekkel határos.
2016. január 1-jén hat másik korábbi községgel egyesült és az így létrejött Les Septvallons új község része lett.

## Népesség
A település népességének változása:
| Lakosok száma | 162  | 151  | 135  | 129  | 143  | 214  | 231  | 226  | 211  | 209  |
|               | 1962 | 1968 | 1982 | 1990 | 1999 | 2008 | 2011 | 2013 | 2017 | 2018 |